# 尤瑞豊
尤瑞豊（1962年—），台灣慈善家、台灣心義工團創辦人、前任理事長。現任台灣希望義工團理事長。多年來與台灣心義工團志工們協助獨居老人、失孤幼童、偏鄉等弱勢族群，屋舍修繕、整建等公益服務。

## 簡歷
尤瑞豊，除了曾擔任台灣心義工團理事長，也於桃園液晶面板包裝工廠擔任總經理，並擁有相當高的市佔率。早年曾在商場上為了應酬，過著燈紅酒綠的生活，其後如夢初醒，開始思考並規劃對社會有益的事業，適逢網路相關團體正在號召為弱勢家庭蓋組合屋，尤瑞豊報名後，便開始投入蓋房志工的行列。2016年，尼伯特颱風重創台灣，尤瑞豊找了志同道合的朋友，為弱勢災戶做屋頂修繕，短期內即完成四十多戶的屋頂修繕作業。結束工作後，他認為台灣需要這樣的團隊幫助弱勢解決問題，便召集多位志工成立台灣心義工團，持續為台灣弱勢族群提供房屋修繕等公益服務。
於2018年12月，榮獲台灣義行獎
2021年3月28日，於桃園大溪創立「社團法人台灣希望義工團 食、物銀行」並擔任理事長。

## 家庭
已婚，育有2子1女

## 外部連結
- 台灣心義工團理事長尤瑞豐
- 2018台灣義行獎 / 尤瑞豊